# Torneo de Sídney 2015
El Torneo de Sídney de 2015 (conocido por motivos comerciales como 2015 Apia International Sydney) fue un evento de tenis de la categoría ATP 250 en su versión masculina y Premier en la femenina. Se disputó en canchas duras, dentro de las instalaciones del NSW Tennis Centre en Sídney, Australia. Tuvo lugar entre el 11 y el 17 de enero de 2015.

## Cabezas de serie

### Individuales masculinos
| Tenista               | Ranking | Preclasificada |
| Fabio Fognini         | 19      | 1              |
| David Goffin          | 22      | 2              |
| Philipp Kohlschreiber | 24      | 3              |
| Julien Benneteau      | 25      | 4              |
| Leonardo Mayer        | 28      | 5              |
| Pablo Cuevas          | 29      | 6              |
| Jérémy Chardy         | 31      | 7              |
| Martin Kližan         | 34      | 8              |

- Rankings como de 5 de enero de 2015.

### Dobles masculinos
| Tenista                                 | Ranking | Preclasificada |
| Julien Benneteau Édouard Roger-Vasselin | 12      | 1              |
| Jean-Julien Rojer Horia Tecău           | 32      | 2              |
| Rohan Bopanna Daniel Nestor             | 34      | 3              |
| Aisam-ul-Haq Qureshi Nenad Zimonjić     | 37      | 4              |

### Individuales femeninos
| Tenista             | Ranking | Preclasificada |
| Simona Halep        | 3       | 1              |
| Petra Kvitová       | 4       | 2              |
| Agnieszka Radwańska | 5       | 3              |
| Caroline Wozniacki  | 8       | 4              |
| Angelique Kerber    | 9       | 5              |
| Yekaterina Makarova | 10      | 6              |
| Dominika Cibulková  | 11      | 5              |
| Flavia Pennetta     | 12      | 8              |

- Rankings como de 5 de enero de 2015.

### Dobles femeninos
| Tenista                          | Ranking | Preclasificada |
| Su-Wei Hsieh Sania Mirza         | 11      | 1              |
| Martina Hingis Flavia Pennetta   | 24      | 2              |
| Raquel Kops-Jones Abigail Spears | 24      | 3              |
| Timea Babos Kristina Mladenovic  | 37      | 4              |

## Campeones

### Individuales masculinos
Viktor Troicki venció a  Mikhail Kukushkin por 6-2, 6-3

### Individuales femeninas
Petra Kvitová venció a  Karolína Plíšková por 7-6(5), 7-6(6)

### Dobles masculinos
Rohan Bopanna /  Daniel Nestor vencieron a  Jean-Julien Rojer /  Horia Tecău por 6-4, 7-6(5)

### Dobles femeninas
Bethanie Mattek-Sands /  Sania Mirza vencieron a  Raquel Kops-Jones /  Abigail Spears por 6-3, 6-3